# 屯門曾咀霊灰安置所

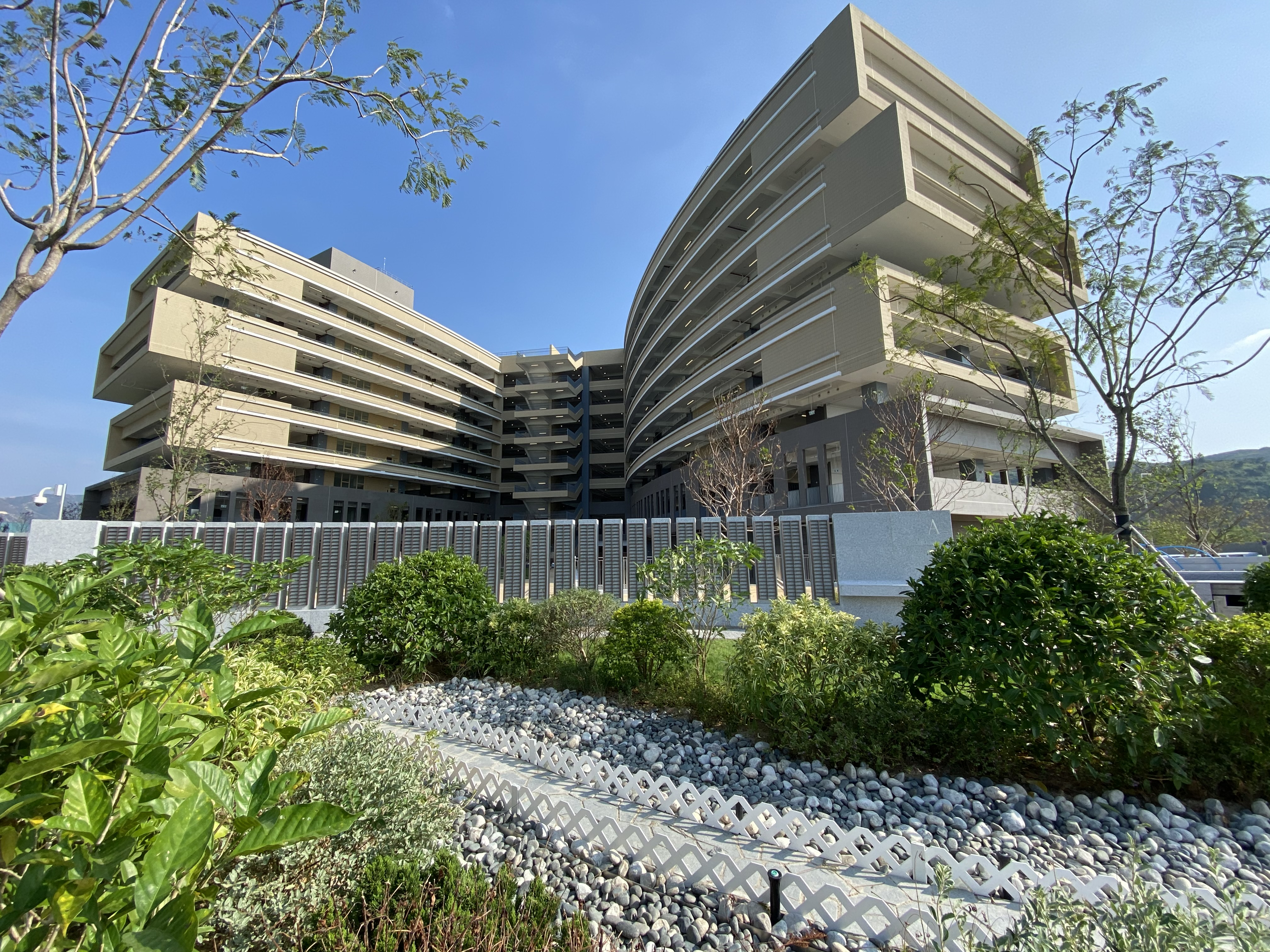
外観

屯門曾咀霊灰安置所（とんもんそうそれいはいあんちじょ）は、中華人民共和国香港屯門区曾咀にある屋内霊園（納骨堂）である。

## 概要

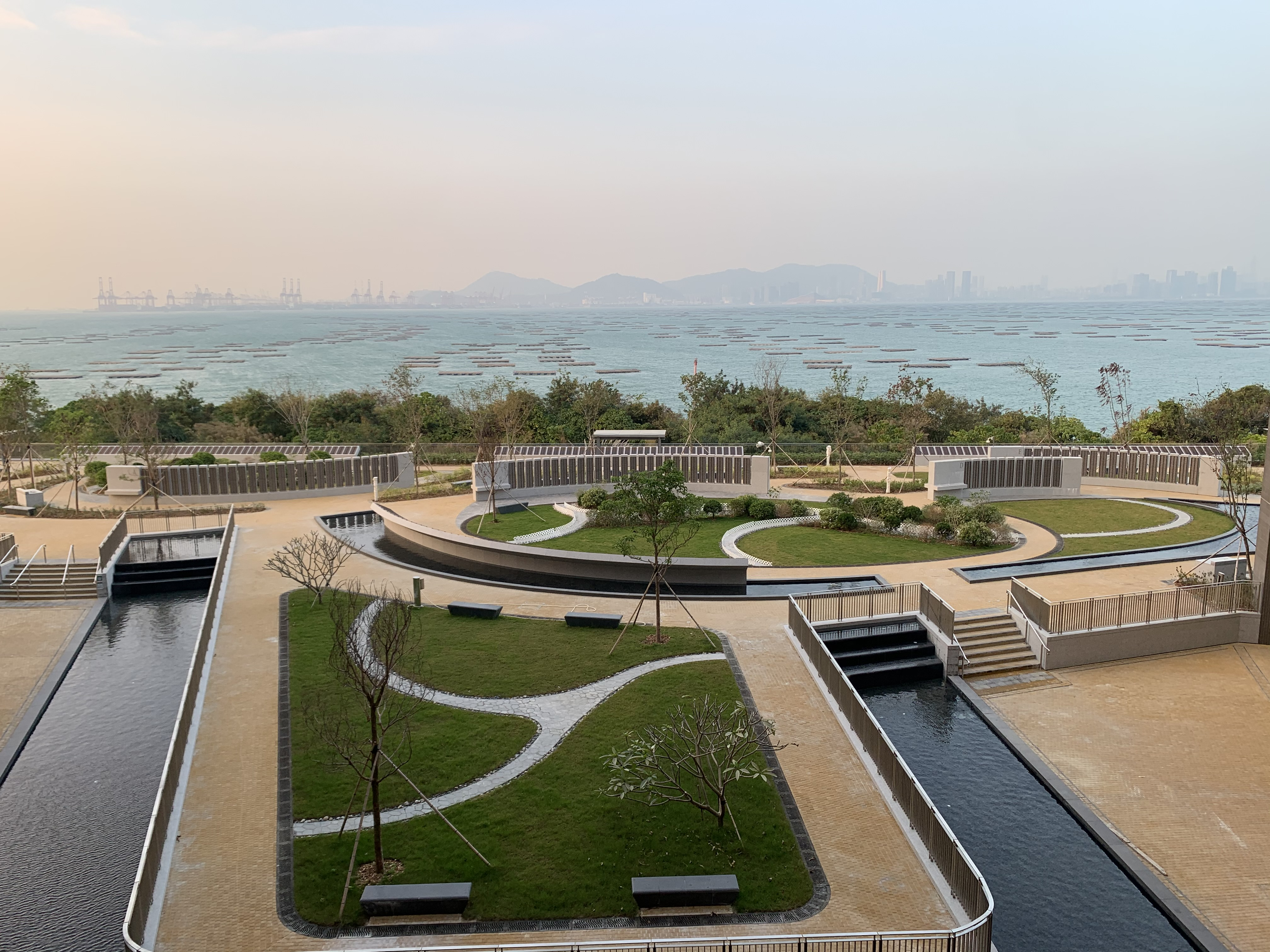
庭園

2021年竣工。8階建て、16万体の遺骨を格納できる施設である。庭園と一体化した世界的に見ても大規模な納骨堂となっている。
香港には類似施設として和合石橋頭路霊灰安置所がある。

## 納骨された著名人
- 李偲嫣

## アクセス
- 港鉄バスが屯門駅よりバスを運行している。